# Het Parool
Het Parool és un diari regional neerlandès que va ser creat per Frans Goedhart a l'inici de la Segona Guerra Mundial com a diari clandestí de la resistència socialdemòcrata contra l'ocupació nazi dels Països Baixos.

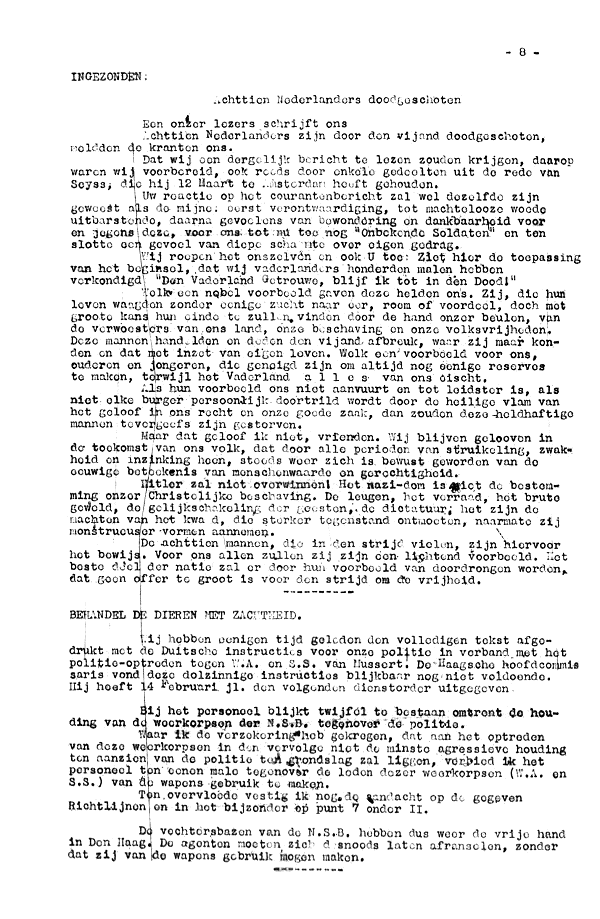
L'edició clandestina del 9 d'abril del 1941

El diari actual se centra principalment a la regió metropolitana entorn de la ciutat d'Amsterdam. Des del febrer de 1998, quan van desaparèixer el diari De Courant – Nieuws van de Dag, el Het Parool queda com únic diari regional per a Amsterdam.
Es publica en format tabloide des del 31 de març del 2004. L'1 de gener de 2010 el diari es va integrar en el grup editorial de premsa periòdica «De Persgroep Nederland».
El 2017 tenia una tirada de 47.571 exemplars. Com la majoria de la premsa escrita, per la concurrència d'altres mitjans i l'internet, el nombre d'exemplars venuts disminueix cada any. El 2021 tenia 64.000 subscriptors: 44.000 de l'edició electrònica en pdf i uns vint mil de l'edició en paper.